# ماونت اولیو، شهرستان ایزارد، آرکانزاس
ماونت اولیو (به انگلیسی: Mount Olive) یک منطقهٔ مسکونی در ایالات متحده آمریکا است که در شهرستان ایزارد، آرکانزاس واقع شده‌است. ماونت اولیو ۱۰۷٫۹ متر بالاتر از سطح دریا واقع شده‌است.